# Сун Вей
Сун Вей (кит.: 孙炜 Sun Wei, нар. 12 серпня, 1995 року, Цзянсу, Китай) — китайський гімнаст. Бронзовий призер Олімпійських ігор 2020 в командній першості. Чемпіон та срібний призер чемпіонату світу в командній першості. Призер Азійських ігор та чемпіонату Азії.

## Спортивна кар'єра
Спортивною гімнастикою займається з трирічного віку.
2018
На чемпіонаті світу спільно з Ден Шуді, Сяо Жотеном, Лін Чаопаном та Цзоу Цзиньюанем в командній першості здобули перемогу, що дало змогу отримати командну ліцензію на Олімпійські ігри в Токіо. В багатоборстві зупинився за крок до п'єдесталу, посівши четверте місце.
2019
На кубку світу з багатоборства, що проходив в Бірмінгемі, Велика Британія, не зважаючи на отримані травми ахіллового сухожилля та плеча, здобув срібну нагороду.
На чемпіонаті світу тим самим складом, що й на попередньому чемпіонаті світу, в командній першості не вдалось захистити титул чемпіонів світу, поступившись збірній Росії. У багатоборстві продемонстрував п'ятий результат.

## Результати на турнірах
| Рік  | Змагання                         | КБ | ІБ | Вільні вправи | Кінь | Кільця | Опорний стрибок | Паралельні бруси | Перекладина |
| ---- | -------------------------------- | -- | -- | ------------- | ---- | ------ | --------------- | ---------------- | ----------- |
| 2017 | Кубок світу в Ньюарк             |    | 7  |               |      |        |                 |                  |             |
| 2017 | Кубок світу в Штутгарті          |    | 3  |               |      |        |                 |                  |             |
| 2017 | Чемпіонат Азії                   |    | 1  |               |      |        |                 |                  |             |
| 2018 | Кубок світу в Чикаго             |    | 7  |               |      |        |                 |                  |             |
| 2018 | Кубок світу в Штутгарті          |    | 4  |               |      |        |                 |                  |             |
| 2018 | Кубок світу в Бірмінгемі         |    | 5  |               |      |        |                 |                  |             |
| 2018 | Азійські ігри                    | 1  |    |               | 3    | 6      |                 |                  | 2           |
| 2018 | Чемпіонат світу                  | 1  | 4  |               |      |        |                 |                  |             |
| 2019 | Кубок світу в Штутгарті          |    | 2  |               |      |        |                 |                  |             |
| 2019 | Кубок світу в Бірмінгемі         |    | 2  |               |      |        |                 |                  |             |
| 2019 | Чемпіонат світу                  | 2  | 5  |               |      |        |                 | 6                |             |
| 2020 | Чемпіонат Китаю                  | 1  | 1  |               | 7    | 8      |                 |                  |             |
| 2021 | Чемпіонат Китаю                  | 1  | 4  |               | 5    |        |                 |                  | 3           |
| 2021 | Олімпійське випробовування Китаю |    | 2  |               | 2    |        |                 | 3                | 2           |
| 2021 | Олімпійські ігри                 | 3  | 4  |               |      | 6      |                 |                  |             |
| 2022 | Чемпіонат світу                  | 1  |    |               |      |        |                 |                  |             |
| 2023 | Чемпіонат світу                  | 2  | 7  |               |      |        |                 |                  |             |